# Ejecta

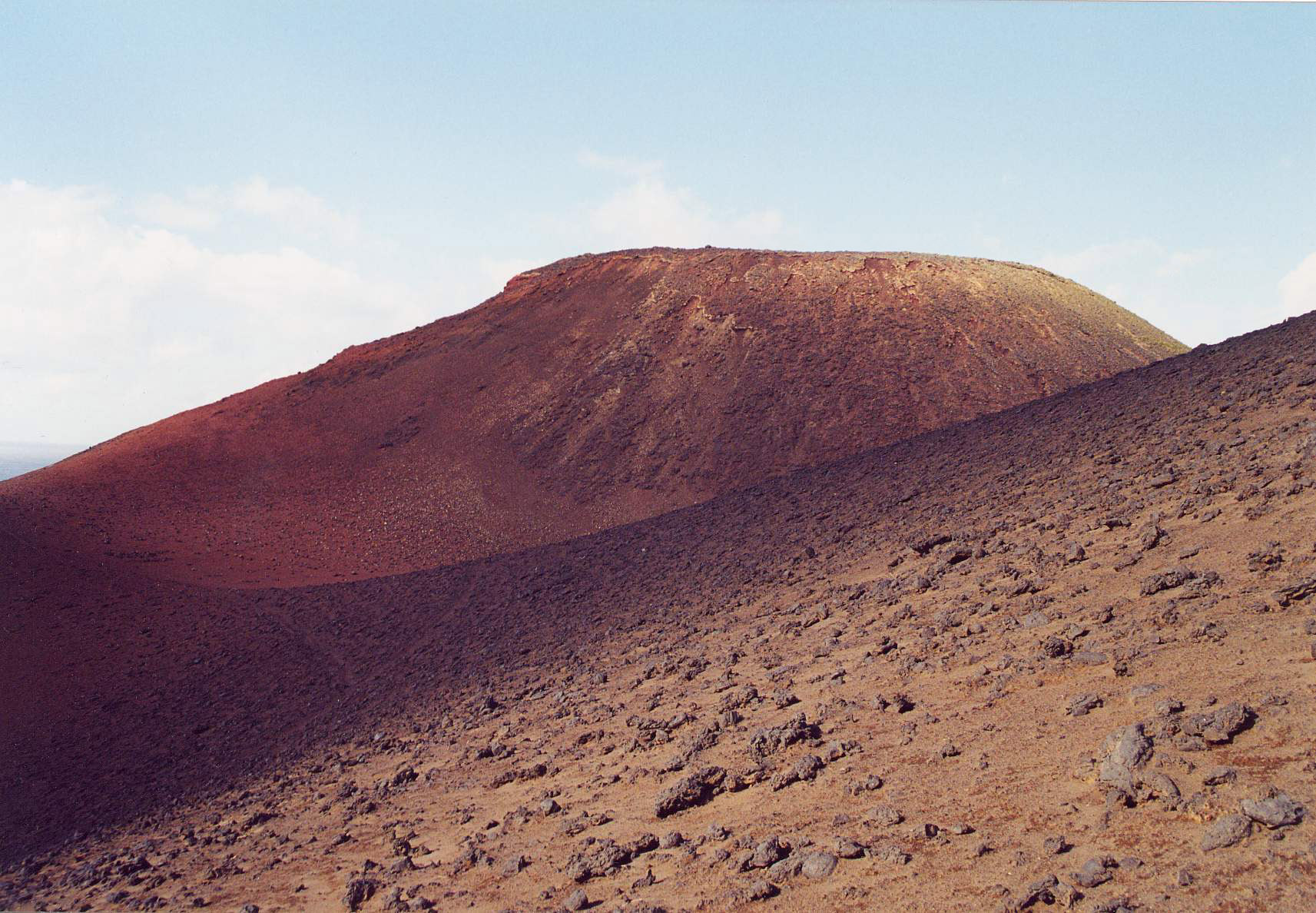
Ejecta op de helling van de Capelinhos op de Azoren

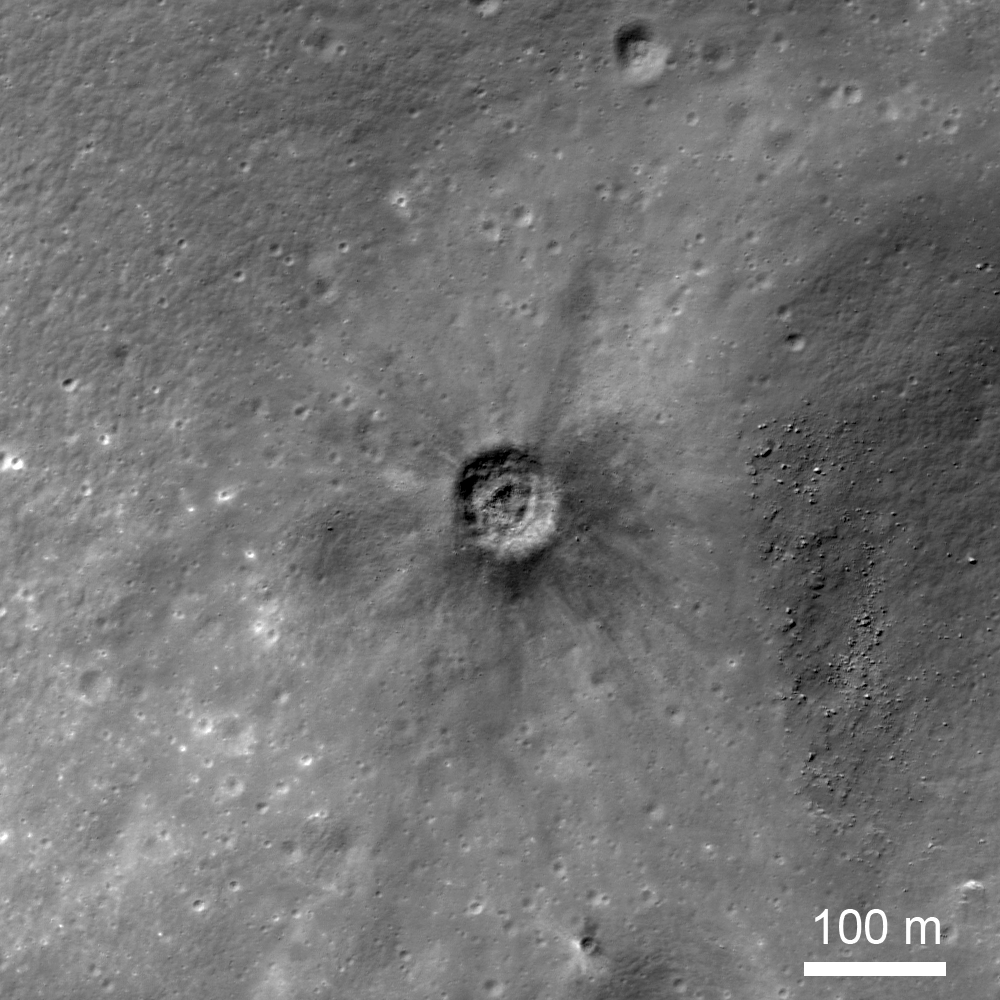
Donkere ejecta rond een krater op de Maan

Ejecta of efflata (enkelvoud: ejectum, respectievelijk efflatum) is een Latijnse aanduiding voor het uitgeworpen materiaal van een, door een komeet of meteoriet veroorzaakte, inslag of van een vulkaanuitbarsting.
Als een meteoriet op een hemellichaam met vast oppervlak inslaat, zal een deel van dat oppervlaktemateriaal worden opgeworpen en verder op het hemellichaam terechtkomen. Vooral op de Maan zijn zeer veel ejecta te zien in de vorm van een stralenkrans. Een gebied met ejecta is vaak anders gekleurd dan de omgeving.